# Ahmad Reza Darvish
Pour les articles homonymes, voir Darvish.
Ahmad Reza Darvish  (en persan :  احمد رضا درویش), né en 1961 à Téhéran, est un réalisateur iranien.

## Biographie
Diplômé en design artistique et graphisme de l'Université de Téhéran, Ahmad Reza Darvish commence comme metteur en scène de pièces de théâtre télévisées en 1982. 

## Filmographie partielle
- 1990 : Eblis (Le Satan)
- 1992 : Azarakhsh
- 1994 : Kimia
- 1996 : Sarzamin-e Khorshid (Pays de soleil)
- 1998 : Akharin Parvaz (Le Denier Bol)
- 1999 : Né sous le signe de balance
- 2003 : Duel
- 2008 : Rastakhiz (Résurrection)